# Prims
Prims este un afluent al râului Saar din Renania-Palatinat și Saarland.